# Vickifunkia
Vickifunkia, rod glavočika smješten u podtribus Tussilagininae, dio tribusa Senecioneae, potporodica Asteroideae. Postoji 10 vrsta iz Azije, od Afganistana i Himalaje na jugu, na sjever do zapadnog Sibira, i od Kazahstana do Mongolije.
Rod je opisan u Taxon 69(4): 748. 2020. godine.

## Vrste
1. Vickifunkia altissima (Pojark.) C.Ren, L.Wang, I.D.Illar. & Q.E.Yang
2. Vickifunkia karataviensis (Lipsch.) C.Ren, L.Wang, I.D.Illar. & Q.E.Yang
3. Vickifunkia kareliniana (Stschegl.) C.Ren, L.Wang, I.D.Illar. & Q.E.Yang
4. Vickifunkia narynensis (C.Winkl.) C.Ren, L.Wang, I.D.Illar. & Q.E.Yang
5. Vickifunkia robusta (Ledeb.) C.Ren, L.Wang, I.D.Illar. & Q.E.Yang
6. Vickifunkia schischkinii (Rubtz.) C.Ren, L.Wang, I.D.Illar. & Q.E.Yang
7. Vickifunkia songarica (Fisch.) C.Ren, L.Wang, I.D.Illar. & Q.E.Yang
8. Vickifunkia thomsonii (C.B.Clarke) C.Ren, L.Wang, I.D.Illar. & Q.E.Yang
9. Vickifunkia thyrsoidea (Ledeb.) C.Ren, L.Wang, I.D.Illar. & Q.E.Yang
10. Vickifunkia tianschanica (Chang Y.Yang & S.L.Keng) C.Ren, L.Wang, I.D.Illar. & Q.E.Yang